# Pierre Legrand (Politiker, 1834)

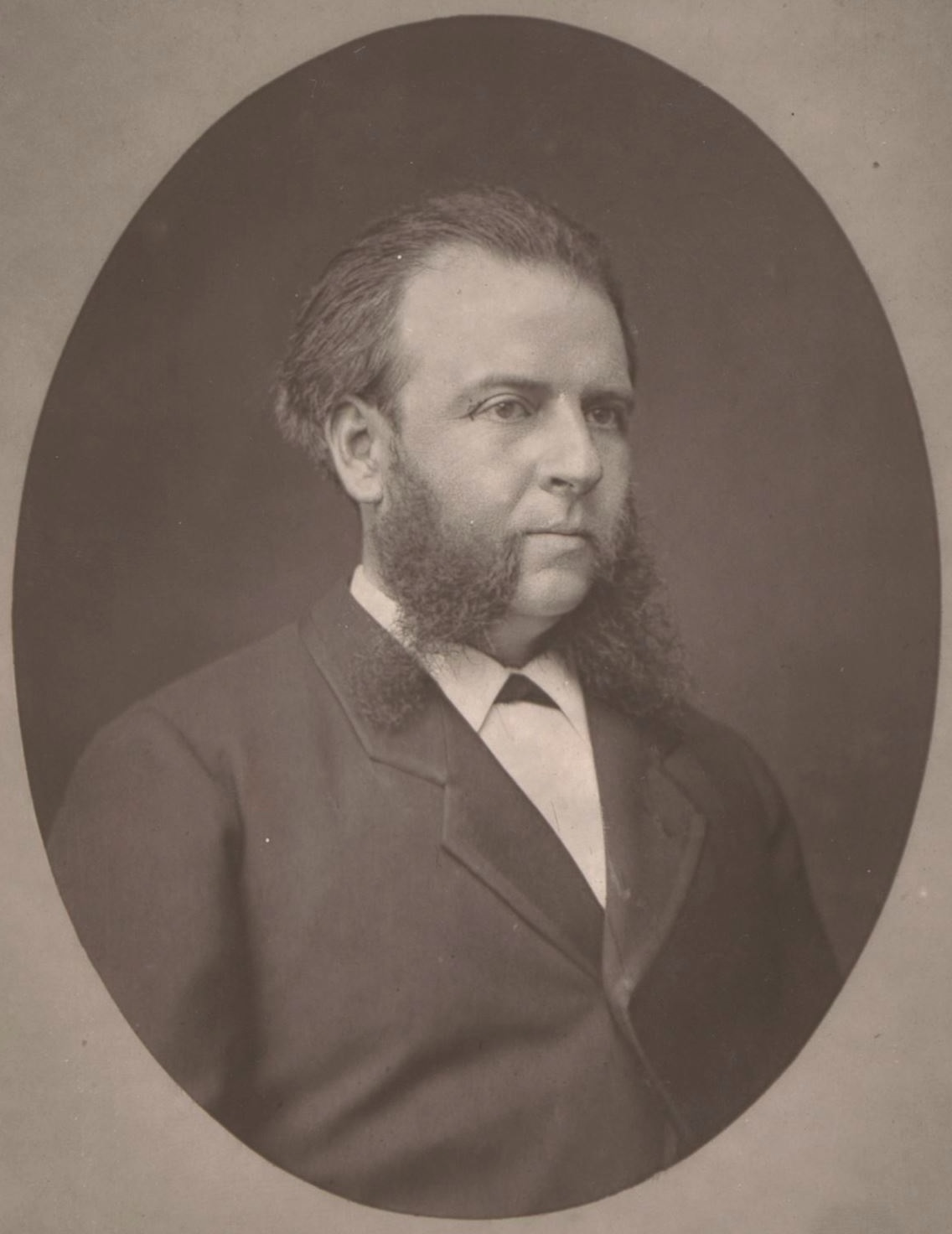
Pierre Legrand

Pierre Legrand (* 13. Mai 1834 in Lille; † 31. Mai 1895 in Paris) war ein französischer Anwalt und Politiker während der Dritten Republik.

## Leben
Pierre Legrand stammte aus einer alten Liller Familie des liberalen Bürgertums. Er war der Sohn von Pierre Legrand und der Bruder von Géry Legrand, die beide aktive Politiker waren. Nach seiner Ausbildung am Lycée Louis-le-Grand studierte er in Paris und an der Pariser Rechtshochschule. Pierre Legrand erlangte 1855 seinen Abschluss in Rechtswissenschaften. Anschließend war er bis 1858 Schreiber eines Anwalts und später Rechtsanwalt in Paris. Im August 1858 trat er in die Anwaltskammer von Lille ein, deren Vorsitzender er mehrmals war.
Bei den Parlamentswahlen im Mai 1869 trat er zum ersten Mal als Kandidat der Opposition an, wurde jedoch nicht gewählt. Im selben Jahr zog er in den Stadtrat von Lille ein, 1870 wurde er wiedergewählt und stellvertretender Bürgermeister. Im September 1870 wurde er zum Generalsekretär der Präfektur des Départements Nord ernannt, ein Amt, das er im Januar 1871 (während des Deutsch-Französischen Krieges 1870/71) niederlegte.
Im Februar 1871 war er erneut ein erfolgloser Kandidat bei den Wahlen zur Nationalversammlung. Er wurde jedoch 1874 zum Generalrat des Départements Nord ernannt, ein Amt, das er bis 1892 innehatte. Er gehörte zu den wichtigsten Unterstützern der Entwicklung des Industrieinstituts des Nordens (École centrale de Lille). Im Februar 1874 wurde er von seinem Posten als stellvertretender Bürgermeister abberufen. Im Februar 1876 wurde er schließlich zum Abgeordneten von Lille gewählt. Zu diesem Zeitpunkt war er ein starker Befürworter der Gründung der École Nationale Supérieure des Arts et Métiers (Nationale Hochschule für Kunst und Gewerbe) in Lille. Während der Krise vom 16. Mai 1877 gehörte er zu den 363 Abgeordneten, die sich gegen Staatspräsident Mac-Mahon stellten. Legrand wurde 1877 und 1881 wiedergewählt.

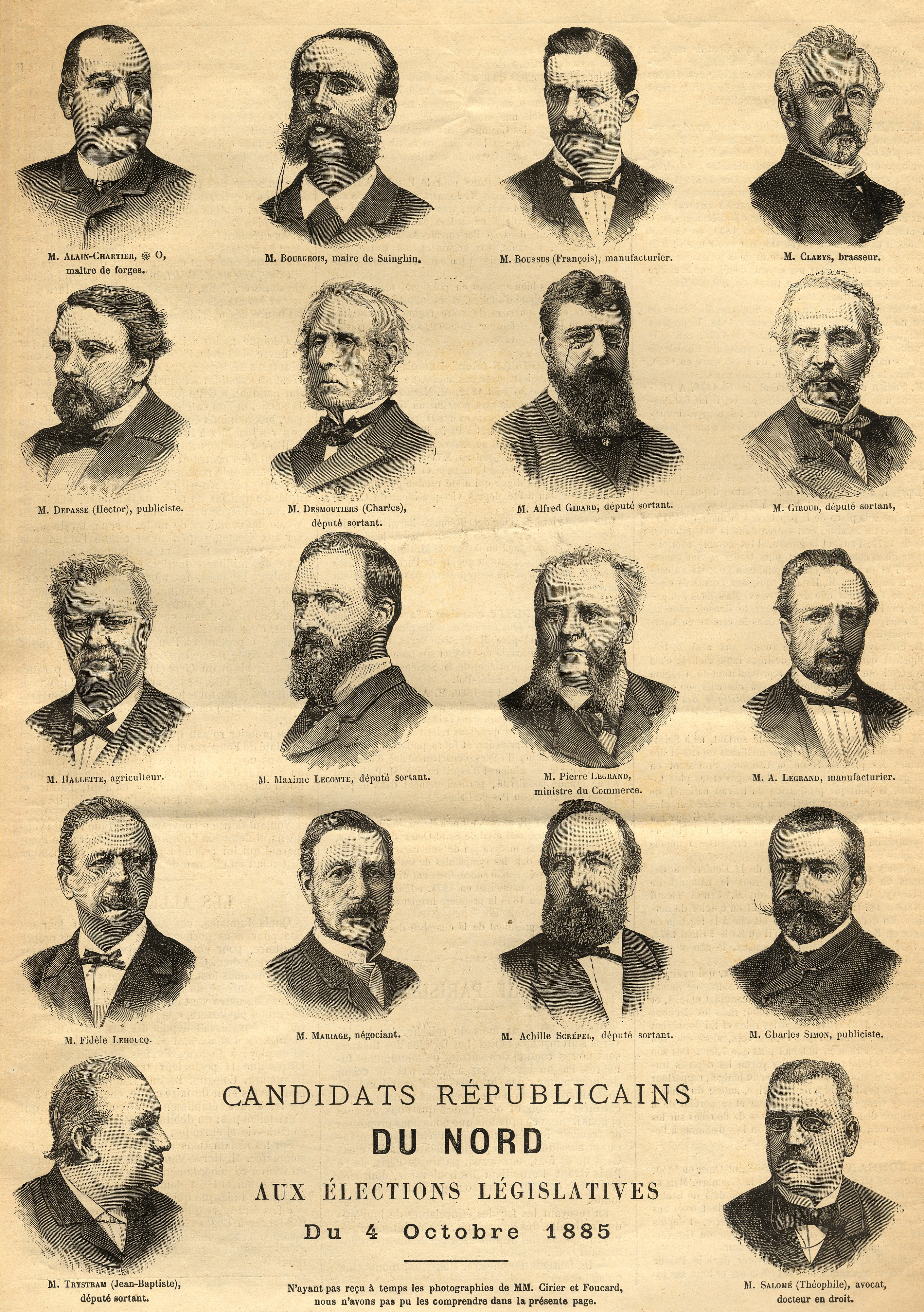
Kandidaten des Départements Nord 1885

Er vertrat eine protektionistische Haltung, wurde im August 1882 in der Regierung Charles Duclercs zum Handelsminister ernannt und besetzte diesen Posten auch in einigen nachfolgenden Regierungen. Zwischenzeitlich war er aus dem Parlament ausgeschieden, konnte aber dank einer Nachwahl wieder einziehen. Er setzte sich in dieser Zeit insbesondere für die Weltausstellung Paris 1889 ein.
Im Parlament gehörte er anfangs dem Centre gauche, später der Union démocratique an.

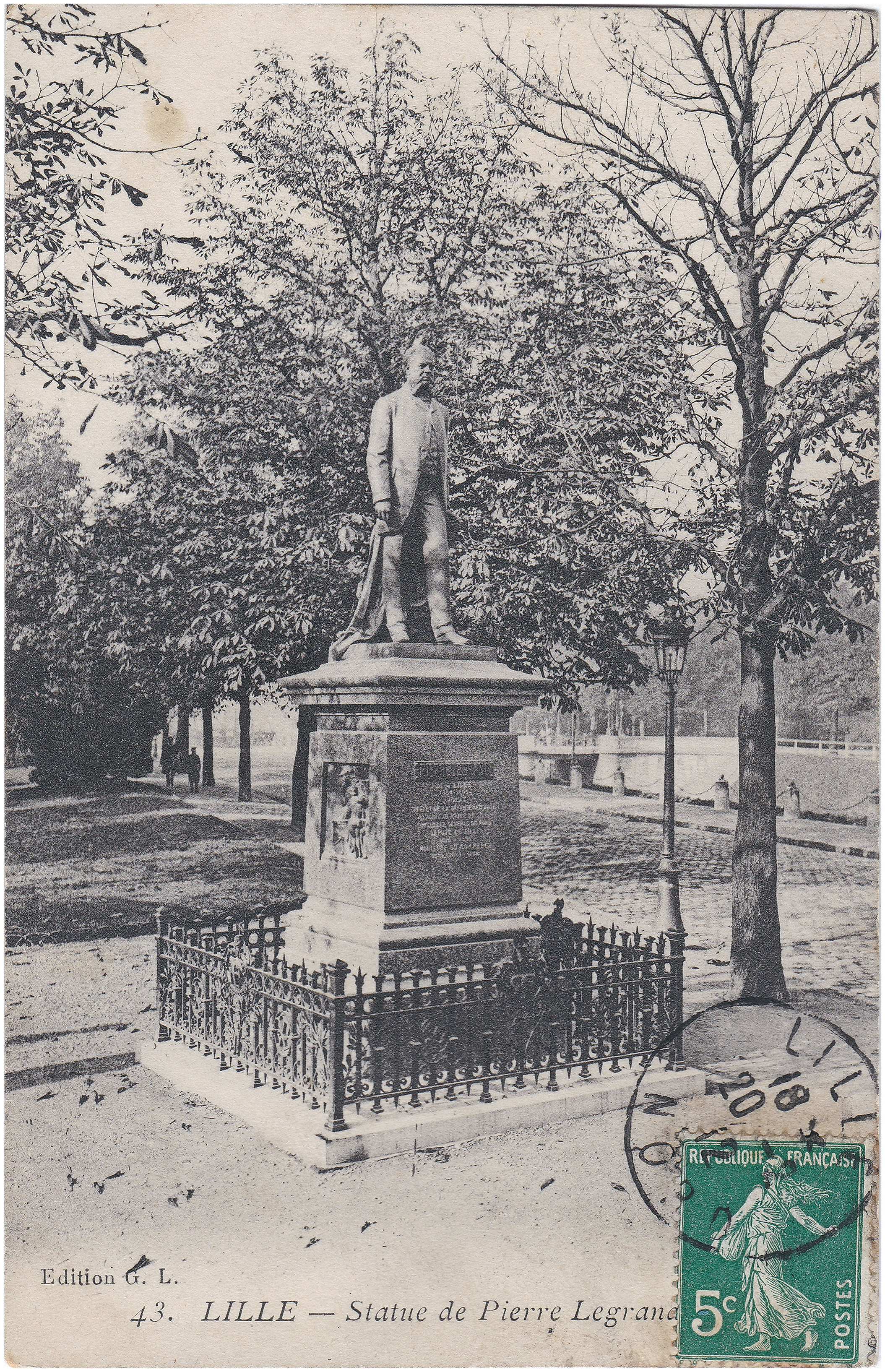
Statue Pierre Legrands in Lille

Er ist auf dem Friedhof Père-Lachaise begraben.